# Armin Hirn
Armin Hirn (* 12. Mai 1918 in Wackersberg bei Bad Tölz; † 25. März 1996 in München) war ein deutscher Aquarellmaler. Er lebte und arbeitete in München.

## Leben und Werk
Nach dem Abitur im Jahr 1937 begann Armin Hirn mit dem Studium als Kunsterzieher, das er an der Technischen Hochschule und der Akademie der Bildenden Künste München absolvierte. Sein erstes und zweites Staatsexamen erfolgte 1941 und 1943. Danach war er Kriegsteilnehmer. Ab 1948 wirkte Hirn als Kunsterzieher am Gymnasium in München-Pasing und an der Oberrealschule Erding (heute: Anne-Frank-Gymnasium). Mindestens seit 1974 bis 31. Januar 1980 unterrichtete er als Gymnasialprofessor bzw. Studiendirektor am  Maria-Theresia-Gymnasium München.
Daneben nahm er bis in die 1980er Jahre rege am Münchner Kunstleben mit Ausstellungsbeteiligungen im Haus der Kunst (Münchner Künstlergenossenschaft) teil. Hirn schuf großformatige Aquarelle (bis zu 65 × 85 cm) in individueller Nass-in-Nass-Technik mit oft großflächigem Farbauftrag aus reicher Palette. Hirns Bilder erinnerten viele Kritiker an fernöstliche Tuschzeichnungen mit besonderer Ausdrucksstärke. Wiederkehrende Sujets sind Natur- und Industrielandschaften. Während der Urlaubsaufenthalte des Malers entstanden Landschaftsbilder in vielen europäischen Ländern, wobei die dänische Insel Bornholm ein bevorzugtes Reiseziel war. Hirn malte täglich mit großer Leidenschaft, solange es seine Parkinson-Erkrankung zuließ. Unterstützt wurde er von seiner zweiten Frau, der Keramikerin Gabriele (Gabi) Hirn, die häufig bei der Motivauswahl beteiligt war. Die Hochphase seines Schaffens fällt in diese Zeitspanne. Hirn erhielt 1968 den Rembrandtpreis beim "Offenen Kunstpreis 86" in Nürnberg und 1978 eine Goldmedaille bei der Ausstellung "Italia 2000" in Neapel.

## Ausstellungen
- 1964/65: Einzelausstellungen bei Krauss-Maffei und Siemens in München
- 1968: Einzelausstellung Galerie Gurlitt München
- 1968: Große Kunstausstellung München
- 1968: Einzelausstellung Galerie Arte Factum, Nürnberg
- 1970: Große Kunstausstellung München
- 1976: Einzelausstellung Kunstverein Krailling
- 1978–1980: "Italia 2000" in Neapel
- 1989: Einzelausstellung Frauenkirchl Erding
- 2011: Retrospektive in der OCM-Gemeinschaftspraxix und der Sana-Klinik, München-Sendlingen[2]

## Illustrationen
- Armin Hirn – Aquarelle. Mit Gedichten von Doris Kloster-Harz. Johannes-Marc Aura-Verlag, München 1993. (Text: K.W. Ruminski.)